# Lipovica (Gnjilane)
Pour les articles homonymes, voir Lipovica.
Lipovicë en albanais et Lipovica en serbe latin (en serbe cyrillique : Липовица) est une localité du Kosovo située dans la commune/municipalité de Gjilan/Gnjilane, district de Gjilan/Gnjilane (Kosovo) ou district de Kosovo-Pomoravlje (Serbie). Selon le recensement kosovar de 2011, elle compte 24 habitants, tous albanais.

## Démographie

### Évolution historique de la population dans la localité
| 1948 | 1953 | 1961 | 1971 | 1981 | 1991 | 2011 |
| ---- | ---- | ---- | ---- | ---- | ---- | ---- |
| 268  | 308  | 377  | 421  | 145  | 179  | 24   |

|  |